# Treptower Park
Het  Treptower Park is een groot Berlijns park aan de oever van de Spree, in het stadsdeel Alt-Treptow, deel van het district Treptow-Köpenick.
Het park van 88,2 hectare, geïnspireerd door Peter Joseph Lenné werd aangelegd door Gustav Meyer tussen 1876 en 1888. In het midden van het park werden ook een spel- en sportplein aangelegd, toen een nieuwigheid, in de vorm  van een hippodroom van 250 m lengte en 100 m  breedte. Later werden er ook een rozentuin met meer dan 250.000 rozelaars en een fontein aangelegd.

## Attracties

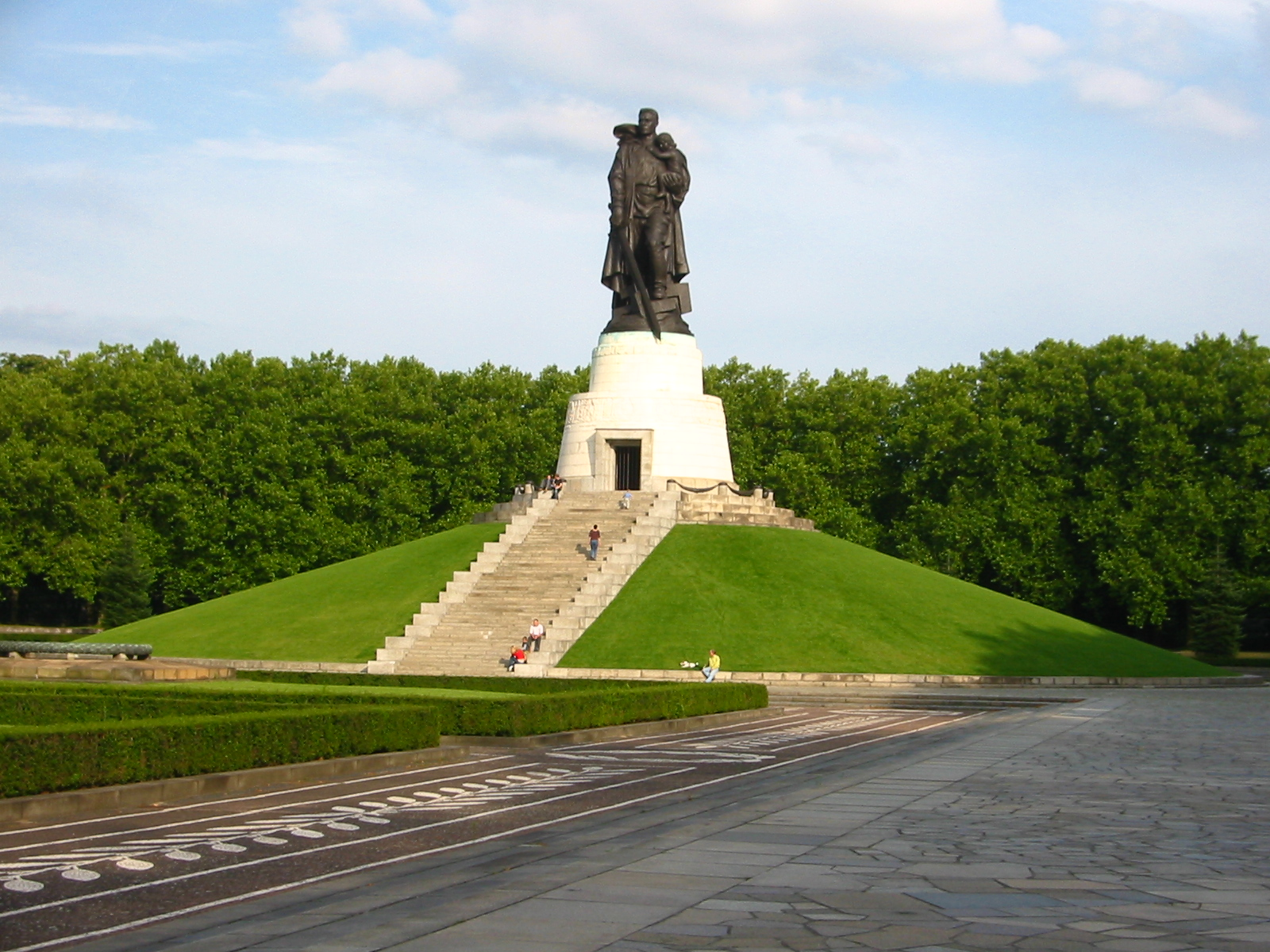
Beeld van de soldaat-bevrijder aan het Sovjet-gedenkteken

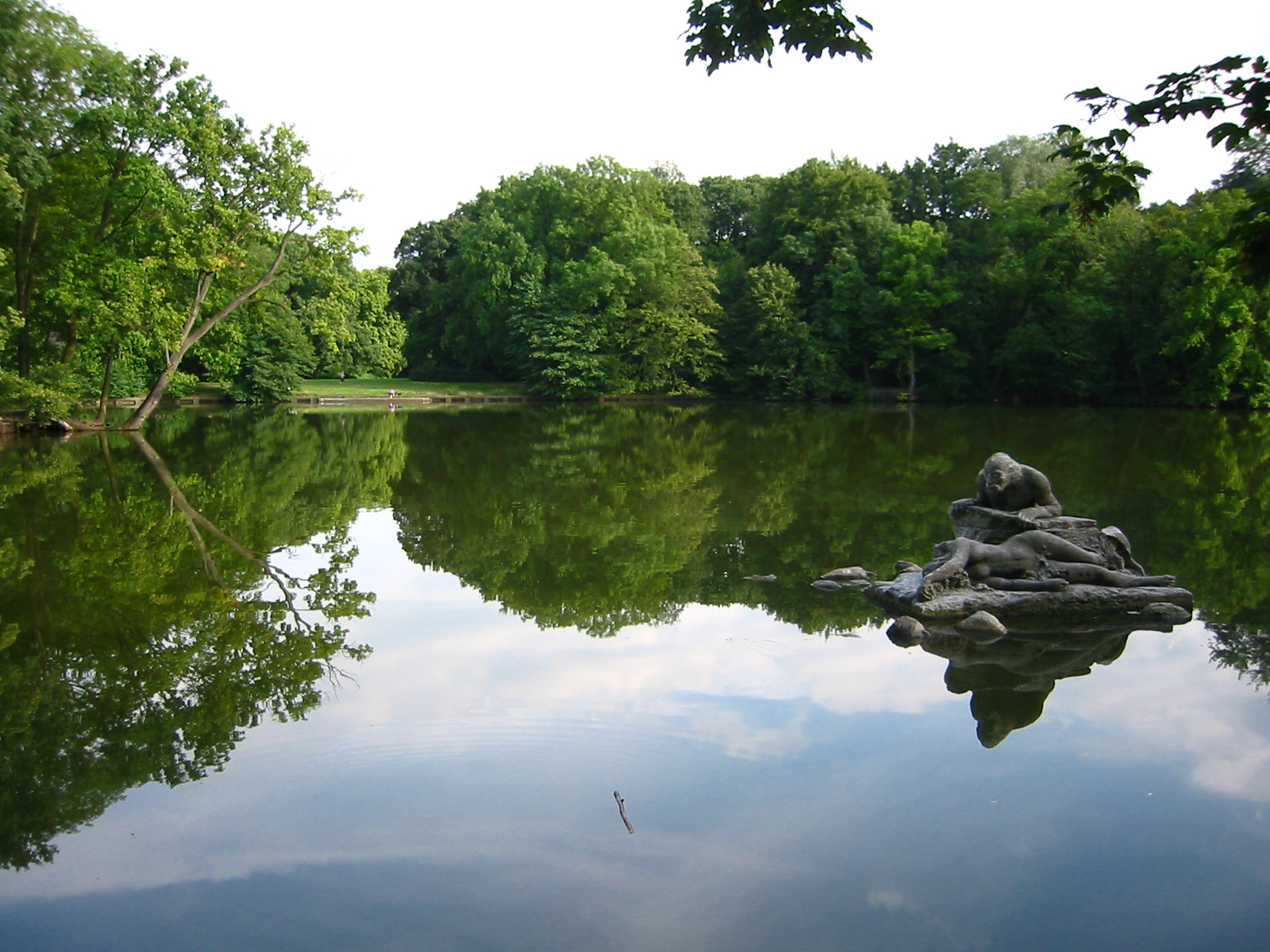
Karpervijver

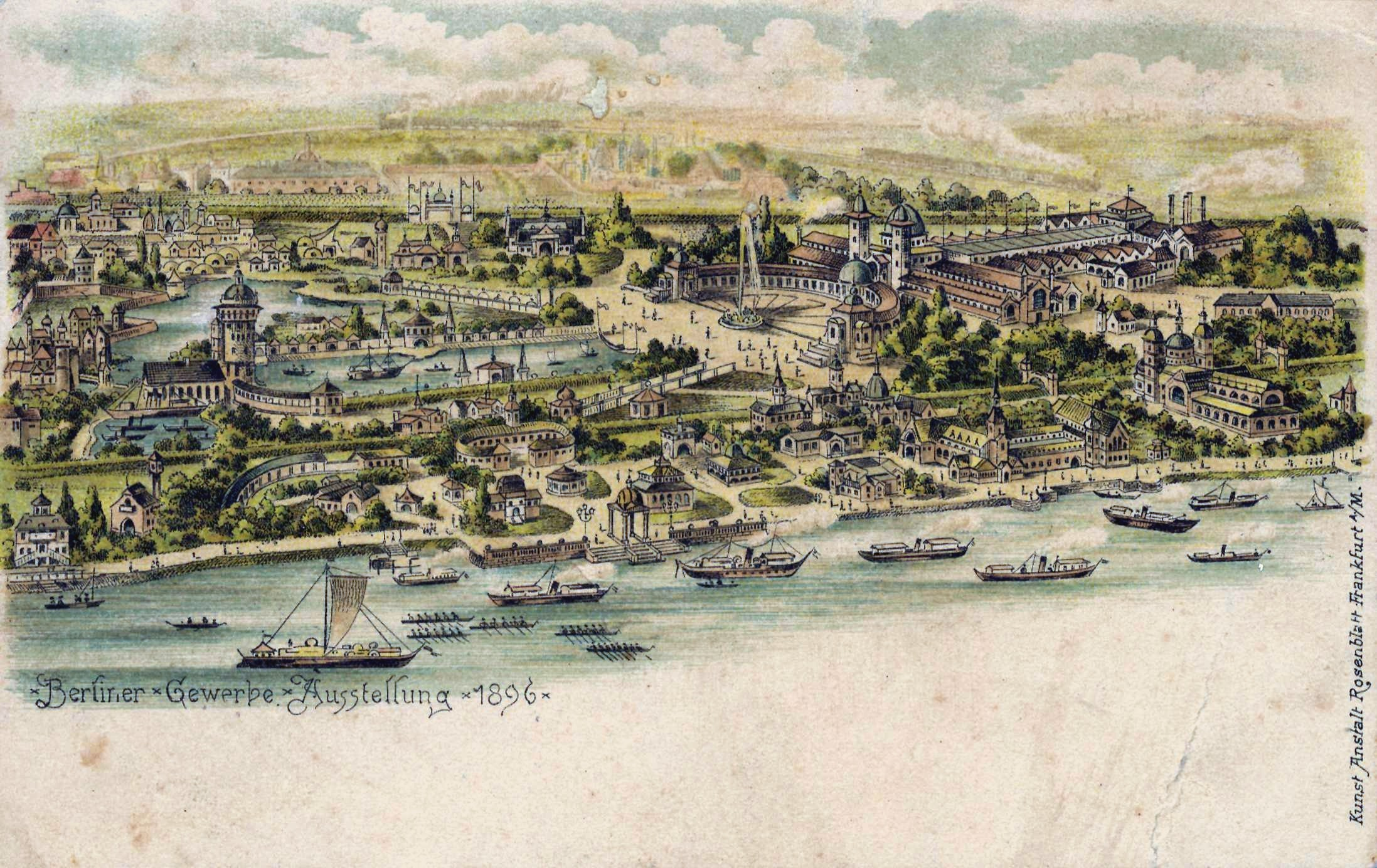
Universele nijverheidstentoonstelling van Berlijn in Treptow, 1896

Het Sovjetgedenkteken van het Treptower Park werd aangelegd tussen 1946 en 1949, en wordt gedomineerd door het beeld van de Soldaat-bevrijder. Het werd gebouwd ter herinnering van 20.000 Sovjet-soldaten die gesneuveld zijn bij de slag om Berlijn van april en mei 1945. Het plein lag tijdens de DDR-periode in Oost-Berlijn.
De Spree-oevers in het park zijn bekend om de cafés en bars. Het "eilandje van de jeugd" dat toegankelijk is langs een brug die in 1916 gebouwd werd door krijgsgevangenen, is eveneens geliefd bij de wandelaars in het park.
Verder is er een astronomisch observatorium, dat in 1896 gebouwd werd ter gelegenheid van de  nijverheidstentoonstelling van Berlijn. 